# Calle Condal
La calle Condal (en catalán Carrer Comtal) es una vía urbana del distrito de Ciudad Vieja de Barcelona, España, que discurre en perpendicular entre la Avenida de la Puerta del Ángel y la Vía Layetana. De origen medieval, actualmente es una calle esencialmente comercial.

## Odónimo
Según Víctor Balaguer, la calle Condal recibe su denominación por abrirse junto a los muros del desaparecido Palacio Condal Menor (en catalán: Palau Comtal Menor) o de Valldaura. Del mismo modo, el Palacio Condal Mayor (posteriormente Palacio Real Mayor) dio nombre a la calle Comtes.

## Historia

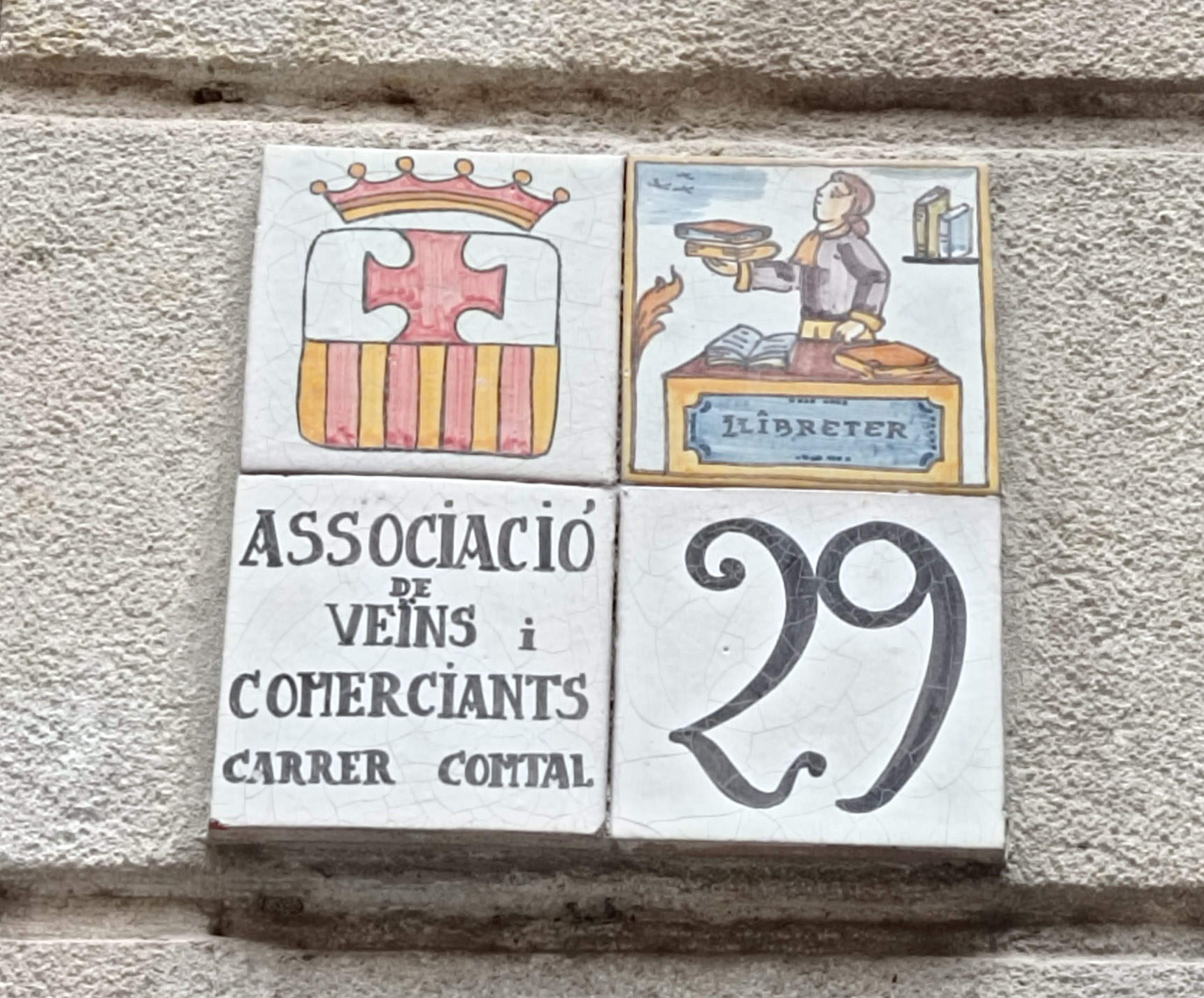
Placa de numeración de la calle Condal de Barcelona, promovida por la Asociación de vecinos y comerciantes

En época romana, entre la ciudad amurallada sobre el Monte Táber y el promontorio de San Pedro se extendía un valle de vegetación frondosa. Por esta llanura discurría el acueducto que transportaba a Barcino las aguas de una mina de Montcada. En la trama actual de calles, seguía aproximadamente el trazado de San Pedro Más Alto, giraba a la altura de la calle Condal y proseguía por Magdalenes, para llegar finalmente a la Porta Praetoria (actual Portal del Bisbe). A partir del siglo X, al norte de esta puerta y alrededor del acueducto se desarrolló un arrabal, conocido como Burgo de los Arcos. A partir del siglo XIII este suburbio quedó protegido por la segunda muralla de la ciudad.
La calle Condal tiene su origen en el siglo XIV. Según Víctor Balaguer, fue la primera de las calles que se urbanizaron alrededor del Palacio Condal Menor, también conocido como Palacio de Valldaura. Este edificio, construido en el siglo IX fuera de la muralla romana, junto al Burgo de los Arcos, habría sido residencia de recreo del primer conde de Barcelona, Wifredo el Velloso. Según la leyenda que también recoge Balaguer, una de sus torres fue la prisión de Fray Garín. Los últimos restos del palacio, incluyendo unas pocas paredes de la calle Condal, se derribaron a principios del siglo XIX.
Durante la Edad Media destacaban los asentamientos eclesiásticos alrededor de la calle Condal, entre ellos, el monasterio de Santa Ana (1177), el monasterio de Santa María de Junqueras (1269), el convento de las Magdalenas (1365) y el Monasterio de los Hermanos de la Penitencia de Jesucristo (1261), convertido posteriormente en Santa María de Montesión (1423). El primero es el único que se ha conservado hasta la actualidad en su emplazamiento original.
Aunque la industrialización tuvo poca presencia en esta zona de la ciudad, en el siglo XVIII destaca la implantación de la fábrica jabonera de Feliu Permanyer, que llegó a ser el mayor productor de jabones de Barcelona. Ubicada en el número 13 de la calle Condal, sus instalaciones se extendieron a las vecinas fincas de Estruc, 4-6 y Moles, 3-5. Las quejas vecinales por la contaminación motivaron sus traslado a mediados del siglo XIX.
Originalmente, la calle Condal enlazaba las plazas de Jonqueres y de Santa Ana (hoy Avenida del Portal del Ángel). En 1909, la apertura de la Vía Layetana supuso la desaparición de la plaza de Jonqueres y cercenó el tramo de la calle Condal más cercano a ésta. 
A lo largo del siglo XX se convirtió en un eje esencialmente comercial, al igual que las vías colindantes. En 1985 el Ayuntamiento de Barcelona la convirtió en peatonal, atendiendo a las peticiones de la asociación local de vecinos y comerciantes, que ese mismo año adornó la vía instalando azulejos de inspiración medieval, que reivindican la historia y tradición de la calle.
En 2014 se transformó en isla peatonal el triángulo formado por la desembocadura de las calles Condal y Magdalenas en la Vía Layetana. Coincidiendo con este hecho, y con la celebración del Tricentenario de 1714, la asociación de comerciantes presentó un proyecto para instalar en este espacio una escultura dedicada a Wifredo el Velloso. El artista Xavier Medina-Campeny diseñó una estela de seis metros de altura, que representaba un torso masculino, pero el gobierno municipal desestimó la propuesta, al considerar que sus dimensiones no encajaban con el entorno.  En su lugar, se plantó un olivo.

## Edificios

### Edificios de viviendas, números 14-16
Conjunto de dos casas de vecinos del siglo XVIII, con la planta baja y principal unificadas. A pesar de las transformaciones sufridas en los bajos, el número 16 conserva los portales de arco escarzano. Las ventanas del principal de este número, con marco de piedra, tienen en el dintel pequeños relieves con la Virgen del Rosario y San Cristóbal. Las fachadas de ambos edificios comparten en la planta principal el revestimiento encintado imitando sillares. En las plantas superiores destacan los esgrafiados: geométricos, en el número 14, y de estilo rococó, con guirnaldas y jarrones, en el número 16. El conjunto está catalogado como Bien de Interés Urbanístico.

### Palacio del barón de Vilagayá

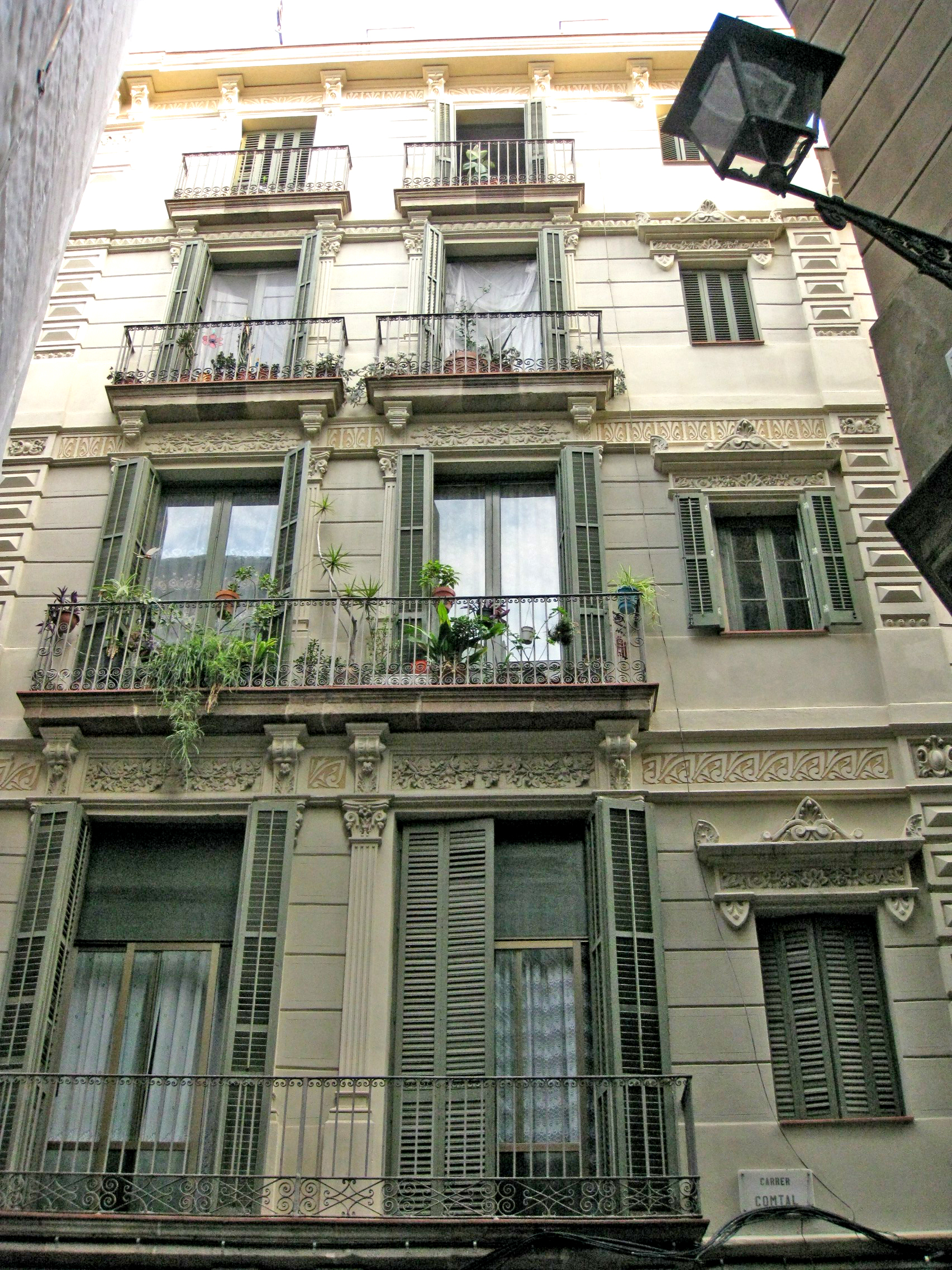
Fachada del número 18, perteneciente al antiguo Palacio del barón de Vilagayá.

Edificio construido sobre un paso cubierto, que da a la calle Espolsa-sacs, posiblemente de origen medieval y transformado en edificio de viviendas entre los siglos XVII y XVIII. Actualmente el conjunto está formado por tres inmuebles entre medianeras, correspondientes a los números 18, 18 bis y 20. Está catalogado como Bien Cultural de Interés Local.

### Papelería Raima
Edificio de piedra de planta baja y dos pisos, en el número 27. Fechado en el siglo XV, de la obra original conserva una ventana conopial trilobulada en el primer piso. El resto de la casa ha sido profundamente reformado, manteniendo el estilo medieval, en especial en los bajos, con elementos ornamentales en estilo neogótico. Está catalogado como Bien de Interés Urbanístico.

### Casa Antonio Martínez Salcido
Edificio de viviendas en el número 32, en esquina con la calle Magdalenes. Fue construido en 1920, tras la apertura de la Vía Layetana. De estilo novecentista, es obra de los arquitectos Cèsar Martinell y Josep Domènech i Mansana. Consta de sótano, planta baja y cinco plantas piso. Es una composición según ejes verticales, destacando las pilastras de la planta segunda a la cuarta. Está catalogado como Bien de Interés Urbanístico.

### Casa Heriberto Salas
Edificio de oficinas correspondiente al número 34, con tres fachadas y una medianera, que hace esquina con la calle Magdalenes y la Vía Layetana, donde tiene su acceso en el número 47. Fue construido en 1923, tras la apertura de la Vía Layetana. De estilo novecentista, es obra del arquitecto Juli Marial i Tey. Está catalogado como Bien de Interés Urbanístico.

### Casa Salas-Bulbena (Ohla Hotel)

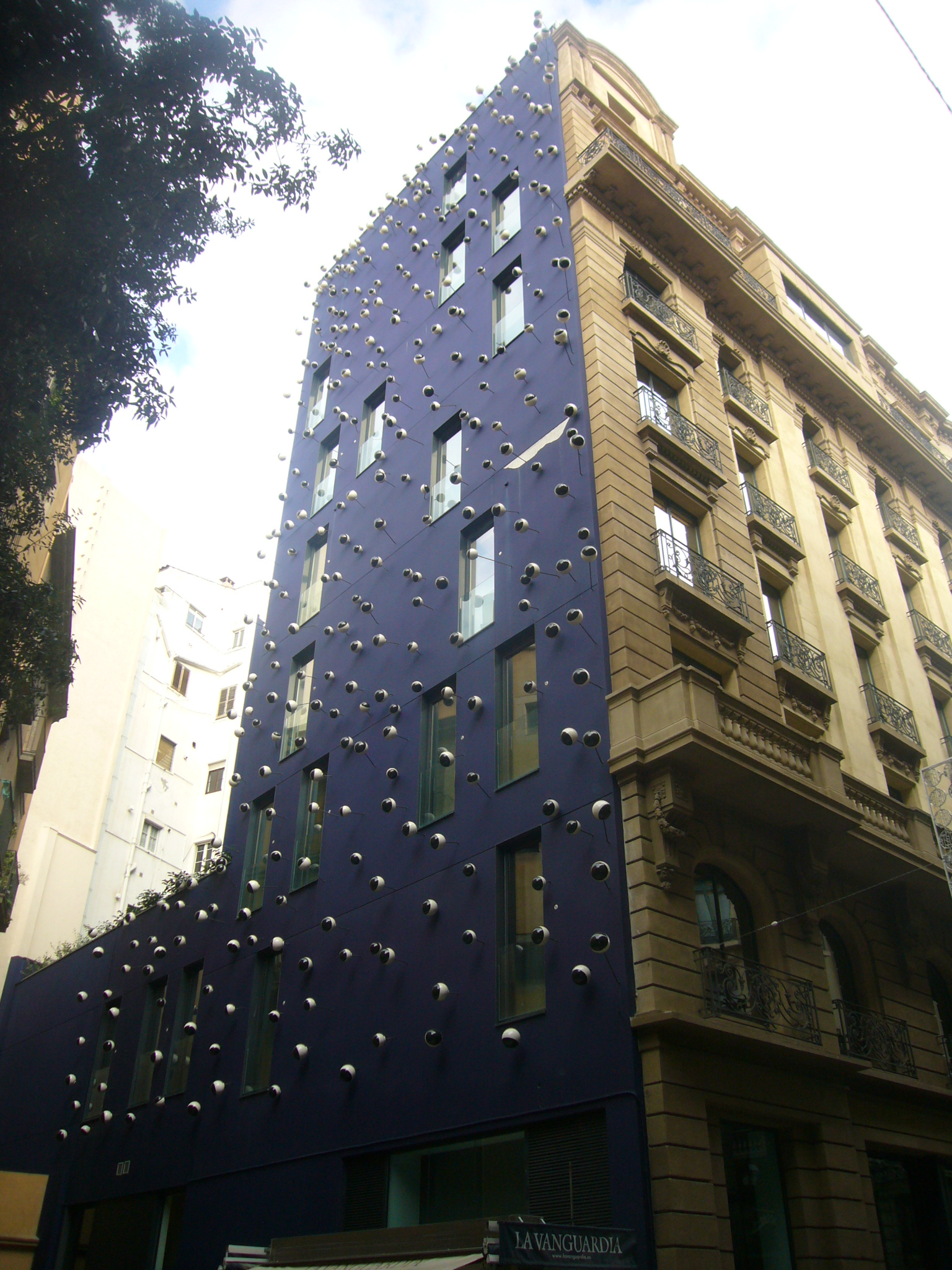
Fachada del Ohla Hotel en la calle Condal, con el «Mur d'ulls» de Frederic Amat.

Edificio correspondiente al número 37, en chaflán con la Vía Layetana, donde tiene su acceso en el número 49. Proyectado por el arquitecto Joan Roig y construido entre 1924 y 1926, tras la apertura de la Vía Layetana. En 1935 el inmueble fue ocupado por el comercio de moda Casa Vilardell (o Can Vilardell). El arquitecto Eusebi Bona llevó a cabo las obras de remodelación para albergar los grandes almacenes. Funcionaron hasta los años 1980, cuando el edificio fue transformado en una ampliación de la vecina comisaría de la Policía Nacional de Vía Layetana, 43.
En 2011 la finca fue remodelada integralmente, según un proyecto del arquitecto Luis Alonso, para albergar el hotel Ohla. Del edificio original únicamente conserva la fachada, a la que se añadió la intervención artística «Mur d'ulls» del escultor Frederic Amat, formada por un millar de globos oculares de porcelana policromados.

## Arte público

### Placa conmemorativa a Eugenio d'Ors

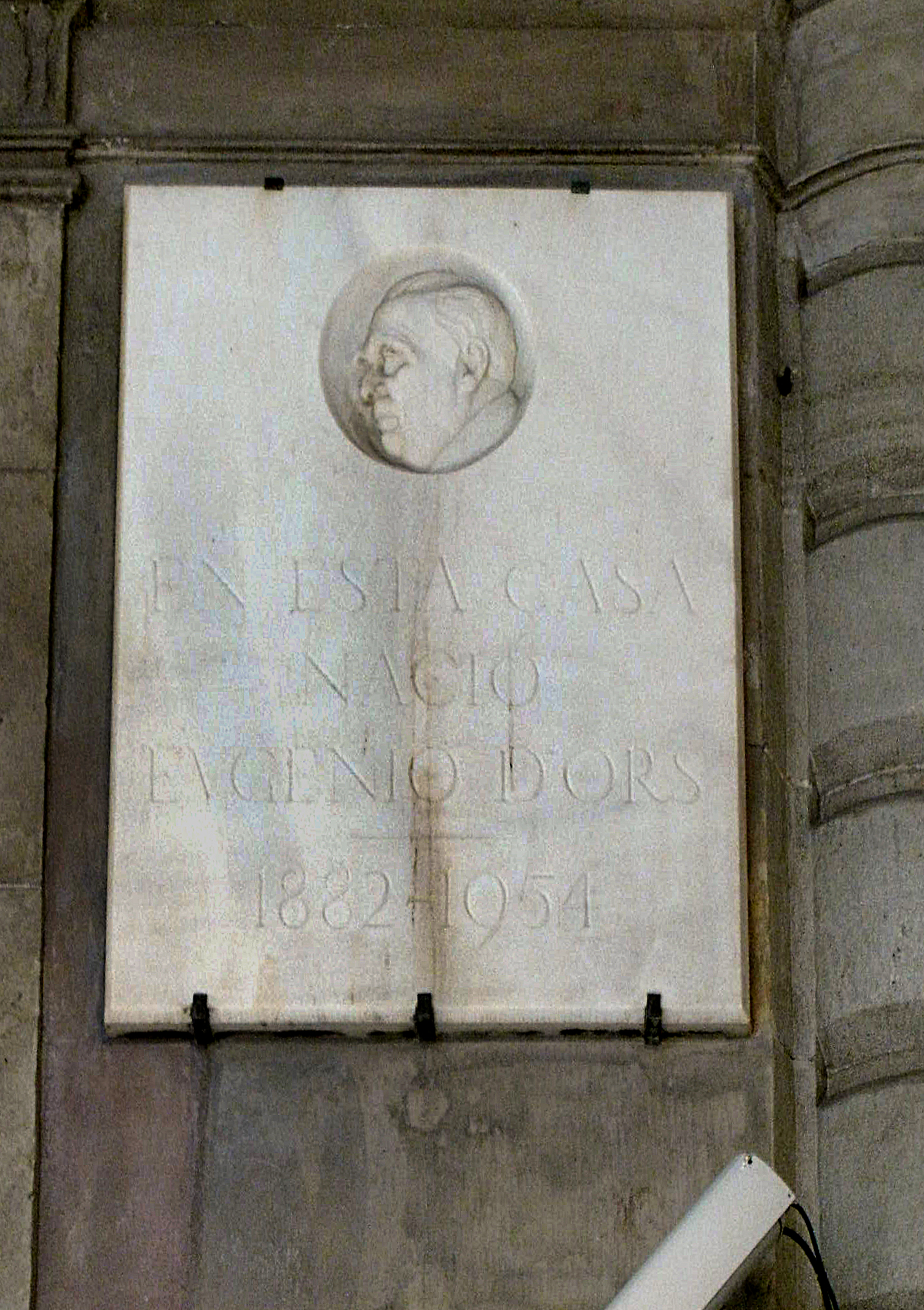
Placa que indica, erróneamente, la casa natal de Eugenio d'Ors.

En la finca del número 2, en la esquina con el Portal del Ángel, se ubica una placa en homenaje a Eugenio d'Ors, descubierta el 6 de diciembre de 1956, en un acto presidido por el alcalde Antonio María Simarro. Forma parte del catálogo de Arte público de Barcelona.
Obra de Frederic Marès, se trata de una lápida de mármol con la efigie esculpida del escritor y la inscripción: «EN ESTA CASA / NACIÓ / EVGENIO D’ORS / 1882 - 1954». A pesar de su emplazamiento, Eugenio d'Ors nació en la finca de enfrente, el número 3 (hoy desaparecida), un año antes de lo indicado.

## Transporte público
La parada de autobús 211 Vía Layetana-Condal da servicio a las líneas 45, V17 y V17.